# Alma Media (Italia)
Alma Media è stato un gruppo televisivo italiano.

## Storia
Il 5 novembre 2015, LT Multimedia si avvia verso il concordato preventivo e di conseguenza la gestione delle attività editoriali e televisive viene ceduta alla società Al.ma media S.r.l., che prende in gestione i canali e la produzione editoriale e televisiva nella nuova sede di Guidonia Montecelio, in provincia di Roma, in via della Tenuta del Cavaliere 1, con nuovi amministratori. All'epoca gli unici canali attivi di Alma Media sono Alice (LCN 221 e 224) e Marcopolo (LCN 222 e 223), veicolati solo in digitale terrestre dal mux TIMB 2.
Il 1º aprile 2016 vengono eliminate le copie di Marcopolo e Alice con LCN 223 e 224 e al loro posto compaiono i canali provvisori MyTVLife e MyTVHome sul mux Alpha: questi iniziano le trasmissioni il 4 aprile e mandano in onda un'alternanza di televendite e repliche di programmi prodotti da LT Multimedia. Le due emittenti terminano le trasmissioni e vengono eliminate tra fine luglio e inizio agosto 2016, mentre le LCN vengono nuovamente occupate sul mux TIMB 2 da duplicati di Alice e Marcopolo identificati come "Alice Cucina" e "Marcopolo Diari" (inizialmente "Marcopolo Viaggi").
Il 1º febbraio 2017 sul digitale terrestre il duplicato identificato "ALICE CUCINA" è sostituito all'LCN 223 dal cartello del nuovo canale Case Design Stili, erede di Leonardo, che inizia le trasmissioni il 13 febbraio dello stesso anno.
Dal 27 aprile 2017 il canale Alice torna a essere visibile anche su Tivùsat al canale 51 e, dal 28 aprile 2017, su Sky al canale 809. Dal 2 giugno 2017 anche Marcopolo ricompare su Sky al canale 810 e su Tivùsat senza LCN. Dal 12 giugno 2017 alcuni programmi di Alice (e da luglio anche di Marcopolo) vengono ripetuti in contemporanea su alcune emittenti locali di varie regioni: in quegli orari sono presenti sui canali inviti a seguire le programmazioni integrali sulle LCN 221 e 222. Questo accordo termina dopo un breve periodo.
Ad aprile 2018 il fondo Open Capital, gestito da Abalone Asset Management, diventa il principale azionista di Alma Media S.r.l. L'apertura a nuovi soci ha l'obiettivo di consolidare la struttura della Società ma anche di rinnovare la produzione sia in ambito editoriale che digitale. La prima assemblea con i nuovi soci, avvenuta l'8 maggio 2018, decide fra l'altro la trasformazione dell'azienda da società a responsabilità limitata (S.r.l.) a società per azioni (S.p.A.) e nomina Francesco Prandi come presidente e Andrea Baracco come nuovo amministratore delegato di Alma Media S.p.A.: Baracco ha iniziato la sua carriera manageriale in Armando Testa, è stato direttore marketing per Azimut Yachts e si è occupato di relazioni esterne per Renault Italia.
A giugno 2018 Alma Media si rivolge con successo al mercato dei minibond e riceve sottoscrizioni per 1,85 milioni di euro da parte d'investitori istituzionali. Il prestito obbligazionario è stato quotato il 12 giugno 2018 in borsa.
Dal 21 ottobre 2018 inoltre, Alma Media edita il suo quarto canale televisivo, PopEconomy,  diretto dal giornalista Francesco Specchia e disponibile all'LCN 224 del digitale terrestre al posto del duplicato "Marcopolo Diari".
Nel corso del 2018 l'attività editoriale ha visto il consolidamento della testata "Facile Cucina" il rilancio delle guide turistiche "Best 100" e a settembre l'uscita della testata bimestrale "La gola in viaggio". In definitiva, Alma Media ottiene un incremento del 26,4% dei ricavi netti e del 21% dei ricavi pubblicitari ed editoriali rispetto all'anno precedente.
Da febbraio 2019, Alma Media inizia una collaborazione con Seedtag, azienda di "ad-tech" spagnola, con l'obiettivo di rafforzare la posizione sul web di Alice, Marcopolo e PopEconomy. L'11 giugno 2019 viene annunciata la nomina a vicepresidente di Fabrizio Piscopo, ex amministratore di Rai Pubblicità fino al dicembre 2017. Piscopo si dimetterà pochi mesi dopo.
Nel frattempo, da gennaio 2019 Alice abbandona la sua LCN su Tivùsat, e infine dal 1º agosto 2019 Alice rinuncia del tutto alla frequenza satellitare e resta visibile solo sul digitale terrestre (oltre che su Sky nella fascia di numerazione oltre il 5000 dedicata alla ripetizione dei canali terrestri); lo stesso doveva accadere a Marcopolo il 1º settembre, ma la data di eliminazione del canale viene inaspettatamente anticipata al 9 agosto dopo alcuni giorni di nero.
Il 7 gennaio 2020 i quattro canali editi da Alma Media vengono improvvisamente spenti ed eliminati dal mux TIMB 2, e anche lo streaming ufficiale sui siti web viene disattivato: attraverso comunicati sulle loro pagine Facebook, l'editore comunica che le emittenti torneranno in onda a breve dopo un "cambio di frequenze". Il giorno dopo i soli canali Alice e Marcopolo ricompaiono sul mux Alpha in due copie ciascuno, rispettivamente LCN 221 e 223 e LCN 222 e 224: inizialmente va in onda un cartello informativo, poi il 10 gennaio entrambi riprendono le trasmissioni, proponendo provvisoriamente repliche di vecchi programmi e poi nuove puntate e produzioni dal 20 gennaio. Case Design Stili e Pop Economy invece non ricompaiono più via etere: Pop Economy continua le trasmissioni solo tramite il suo sito web.
Dal 6 aprile una vasta selezione di programmi di Alice e Marcopolo va in onda su Canale 65, emittente del gruppo Gold TV, dalle 21:00 alle 10:00.
Alice e Marcopolo, nel frattempo, terminano improvvisamente le proprie trasmissioni la mattina del 27 aprile 2020 e nei giorni seguenti i loro segnali restano disponibili a schermo nero sul mux Alpha, mentre la loro programmazione resta visibile solo su Canale 65 dalla sera alla mattina. Dal 1º maggio 2020 la programmazione dei canali viene estesa all'intera giornata e Canale 65 viene sostituita dalla nuova emittente Alma TV, con identificativo "Alma TV - Alice & Marcopolo". Dalla mezzanotte della stessa data, in contemporanea al cambio di identificativo al canale 65, sul mux TIMB 2 vengono aggiunti alle LCN da 221 a 224 quattro segnali identificati "Alice", "Marcopolo", "CaseDesignStili" e "PopEconomy", che sono tuttavia semplici duplicati di Alma TV.
Il 24 novembre 2020 Alma Media emette una richiesta di concordato preventivo presso il Tribunale di Tivoli (procedura numero 6/2020). La procedura è stata però chiusa il 12 febbraio 2021 dopo una richiesta in tal senso giunta dall'amministratore delegato Andrea Baracco, e nella stessa data il Tribunale di Tivoli ha dichiarato il fallimento di Alma Media S.p.A..
A partire dalla fine del 2020, il canale Alma TV risulta gestito, almeno parzialmente, dal gruppo Gold TV.
Il 16 aprile 2021 vengono eliminate le copie di Alma TV alle LCN da 221 a 224: il canale resta presente solo alla numerazione 65.
Dal 14 luglio 2021 nascono i canali Alma TV Travel e Alma TV Food, visibili sulle Smart TV Samsung tramite il servizio Samsung TV Plus, alle LCN 4261 e 4354. Sul DTT e in streaming sul sito ufficiale invece resta visibile soltanto il canale unificato Alma TV.

## Canali televisivi

### Attuali
| Logo | Nome    | Inizio trasmissioni | DTT |
| Logo | Nome    | Inizio trasmissioni | LCN |
| ---- | ------- | ------------------- | --- |
|      | Alma TV | 1º maggio 2020      | 65  |

### Passati
- Alice (1999-2020)
- Marcopolo (1997-2020)
- MyTVLife (2016)
- MyTVHome (2016)
- Case Design Stili (2017-2020)
- Pop Economy (ceduto a Pop Media S.r.l.)